# Патрашко, Виктор Викторович
Ви́ктор Ви́кторович Патра́шко (рум. Victor Patrașco; 26 сентября 1998, Кишинёв, Молдавия) — молдавский и российский футболист, защитник.

## Карьера
В 2012 году переехал к отцу в Москву, где был приглашён в Академию московского «Спартака» им. Фёдора Черенкова, в которой провёл три года. В феврале 2016 года перешёл в клуб чемпионата Молдавии «Академия УТМ». В 2017 году пополнил ряды клуба «Уфа», играл в молодёжном первенстве. Летом 2018 года перешёл в «Луч» на правах аренды. Летом 2019 года подписал двухлетний контракт с «Шинником».